# Alokazja

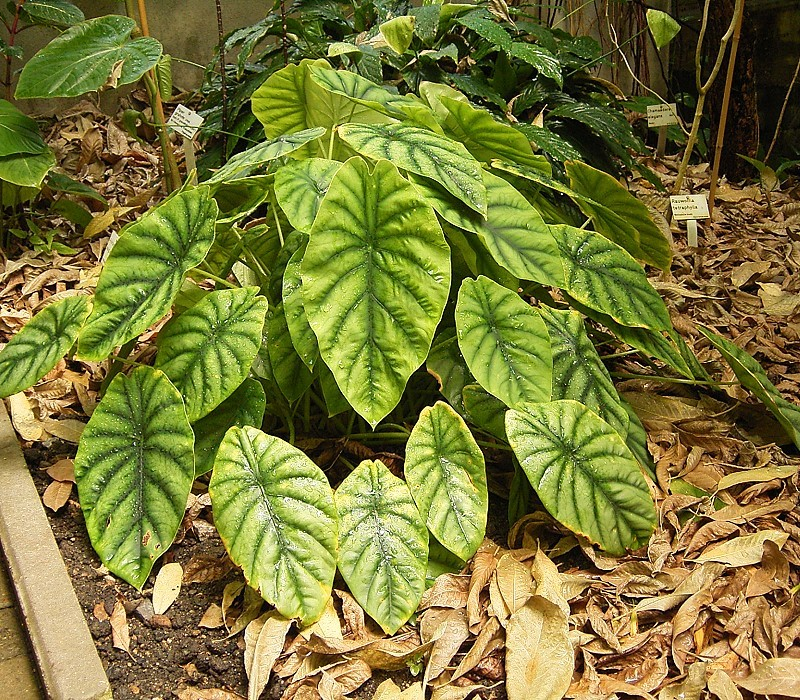
Alocasia augustiana

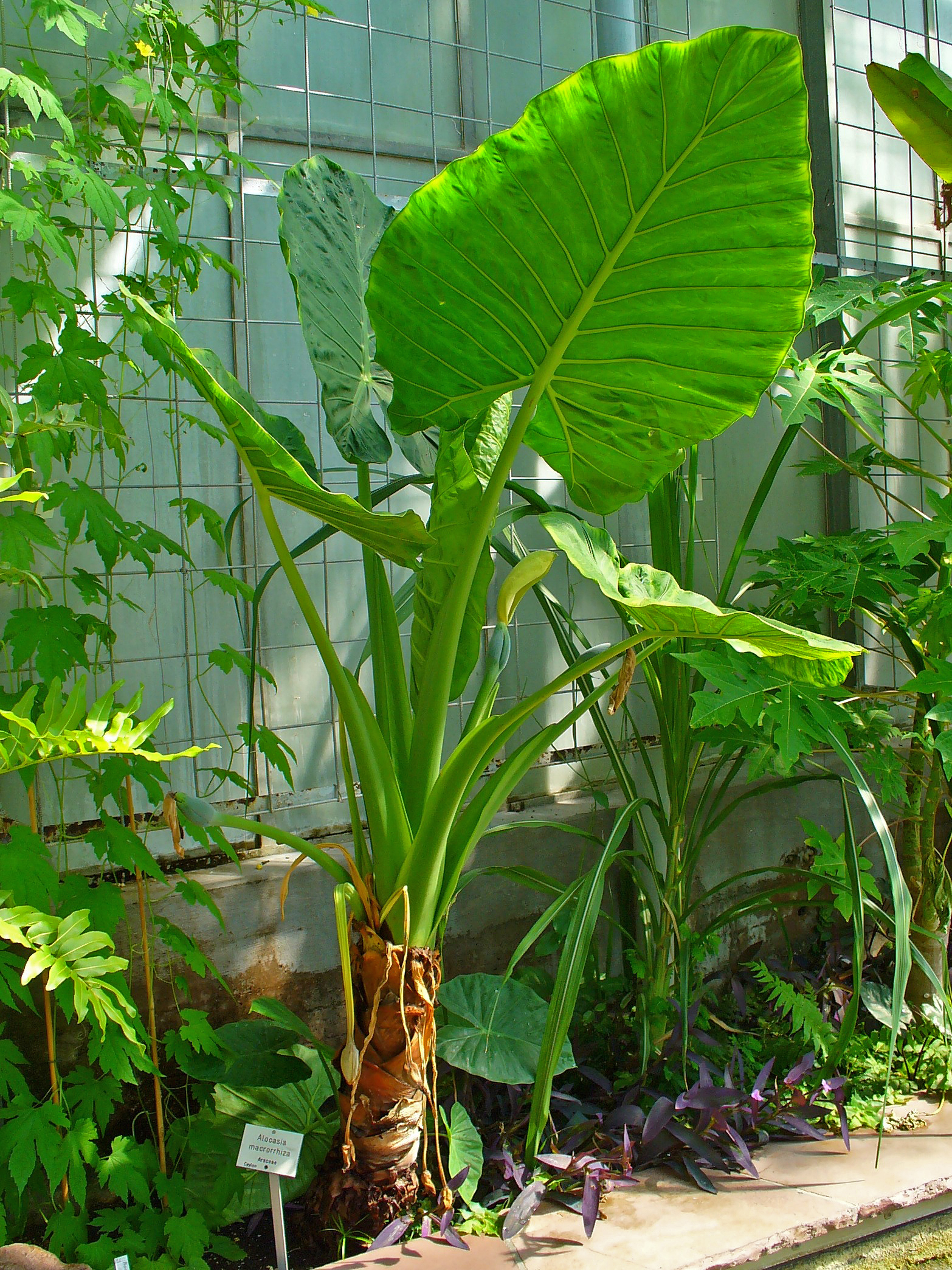
Alokazja olbrzymia

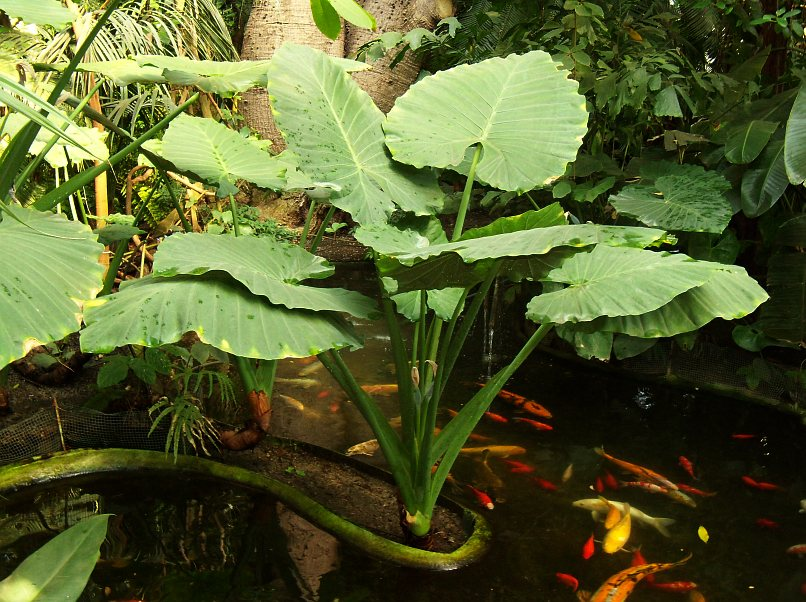
Alocasia odora

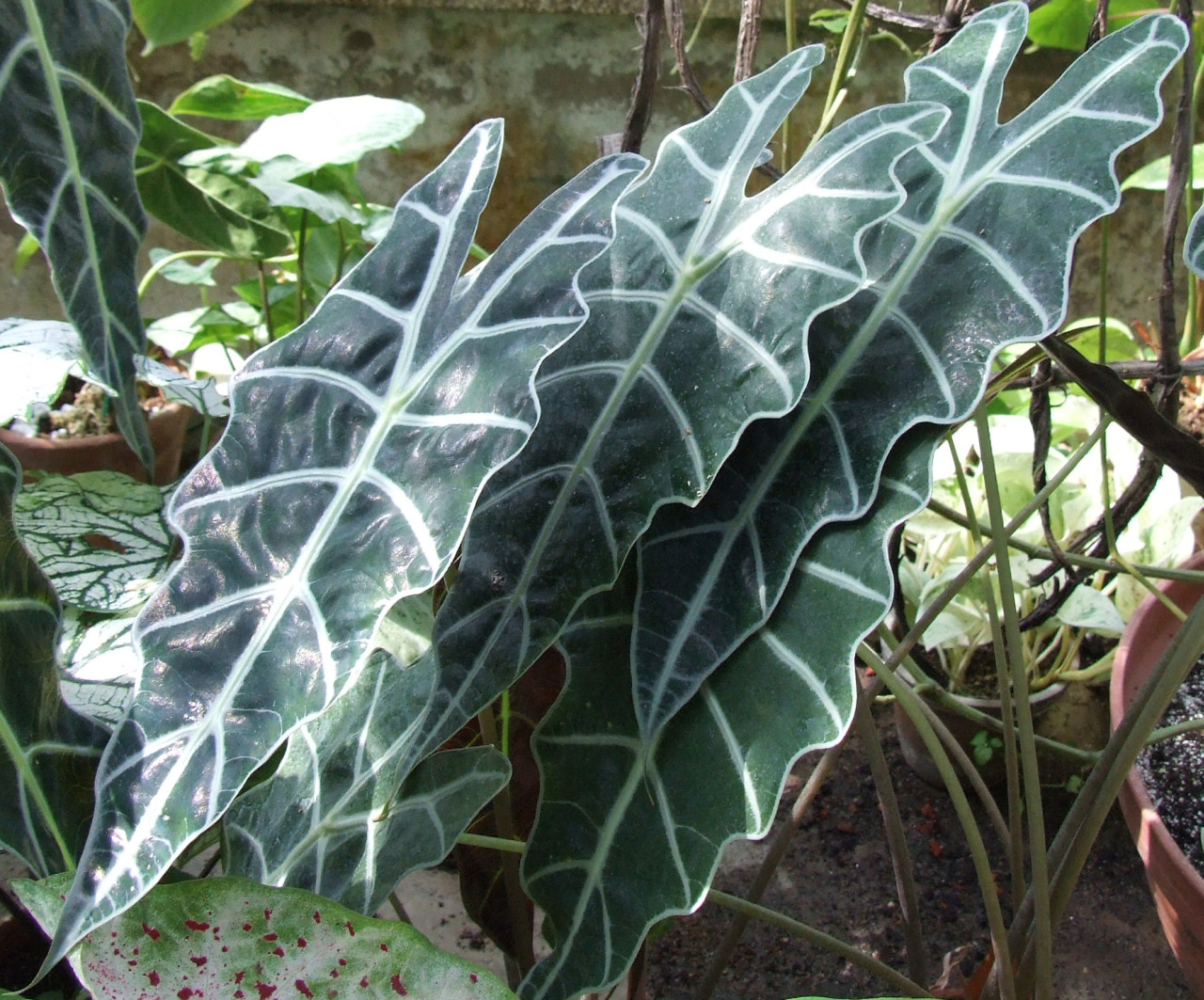
Alokazja amazońska

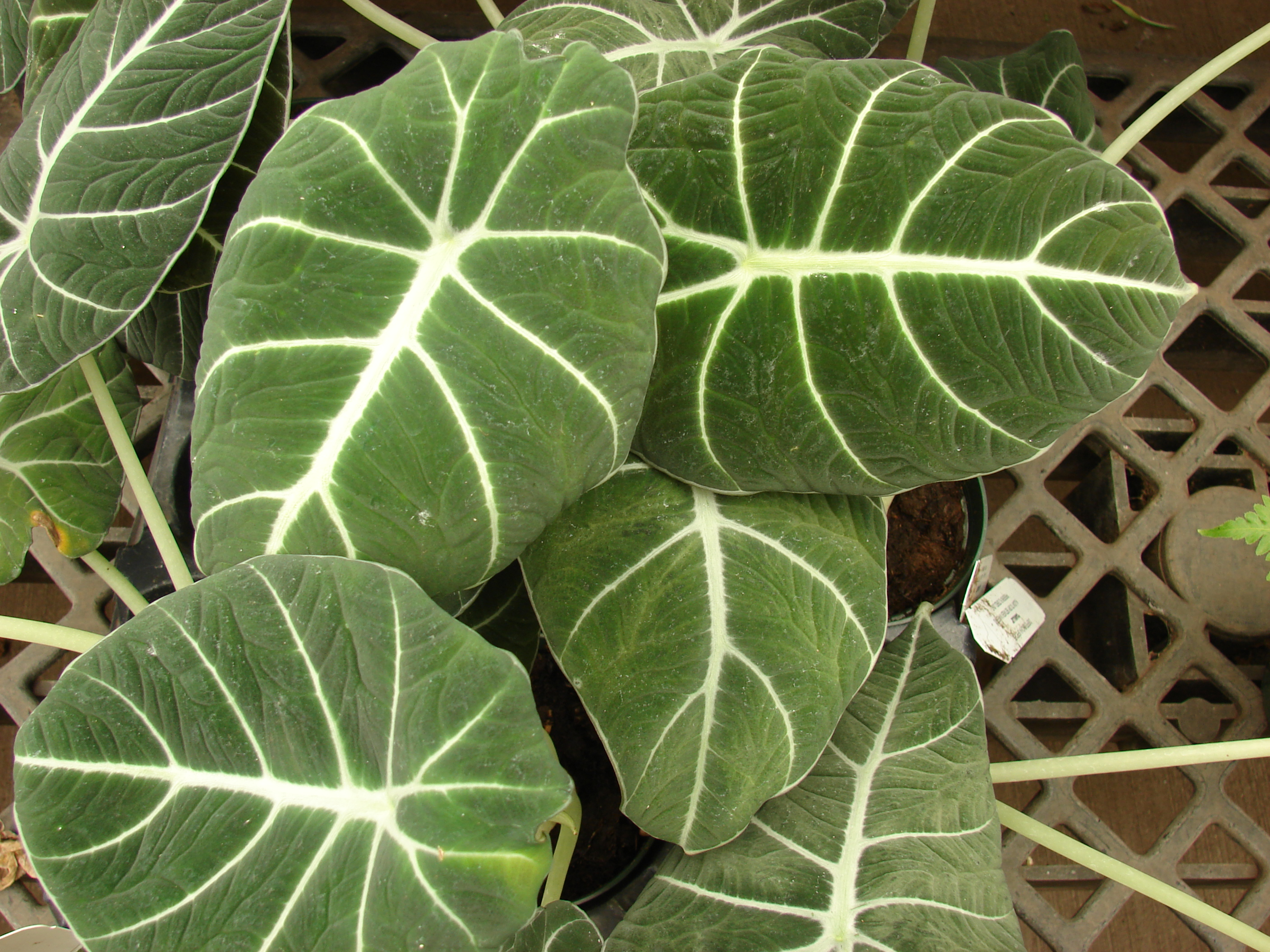
Alocasia reginula

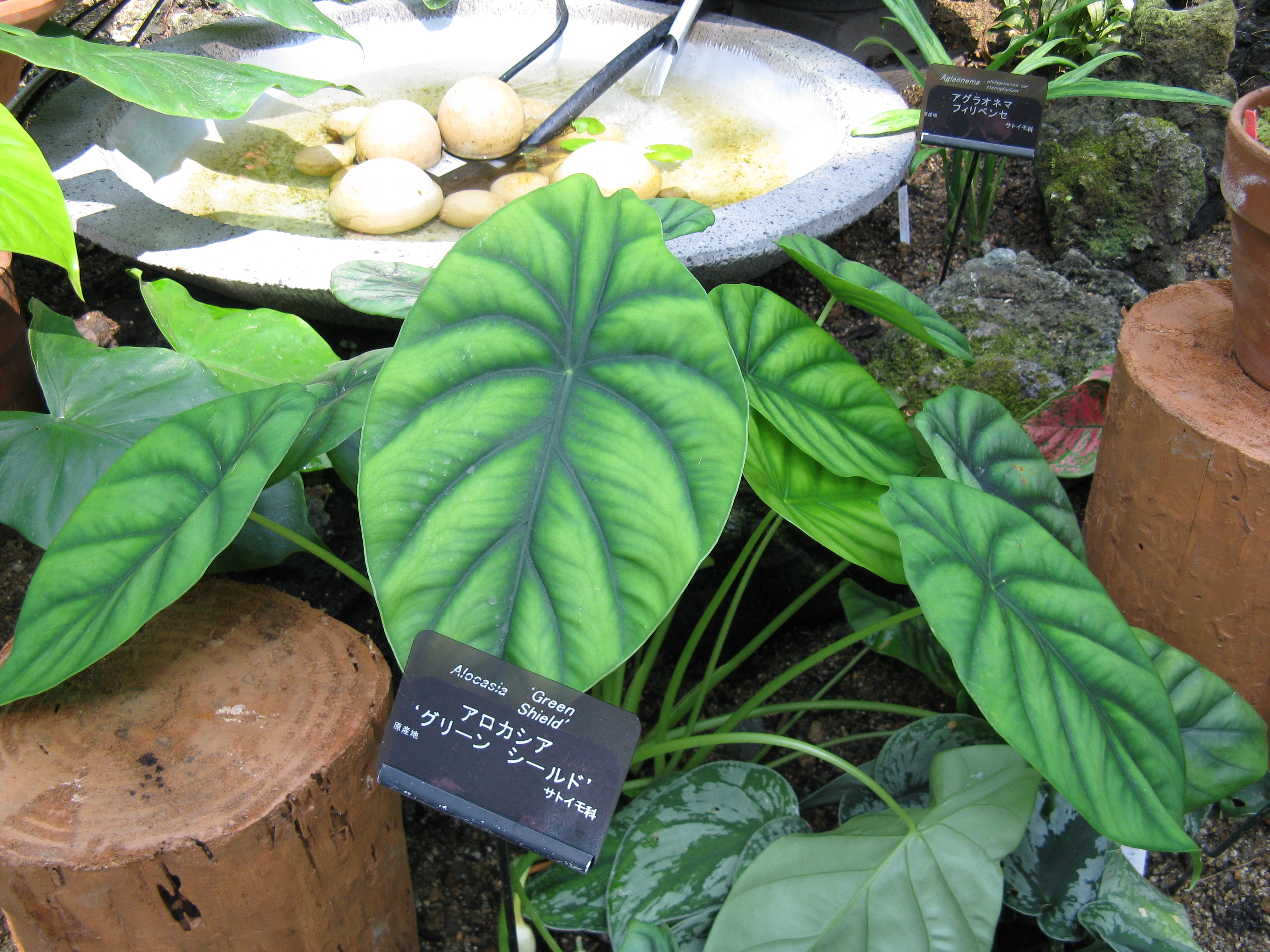
Alocasia clypeolata

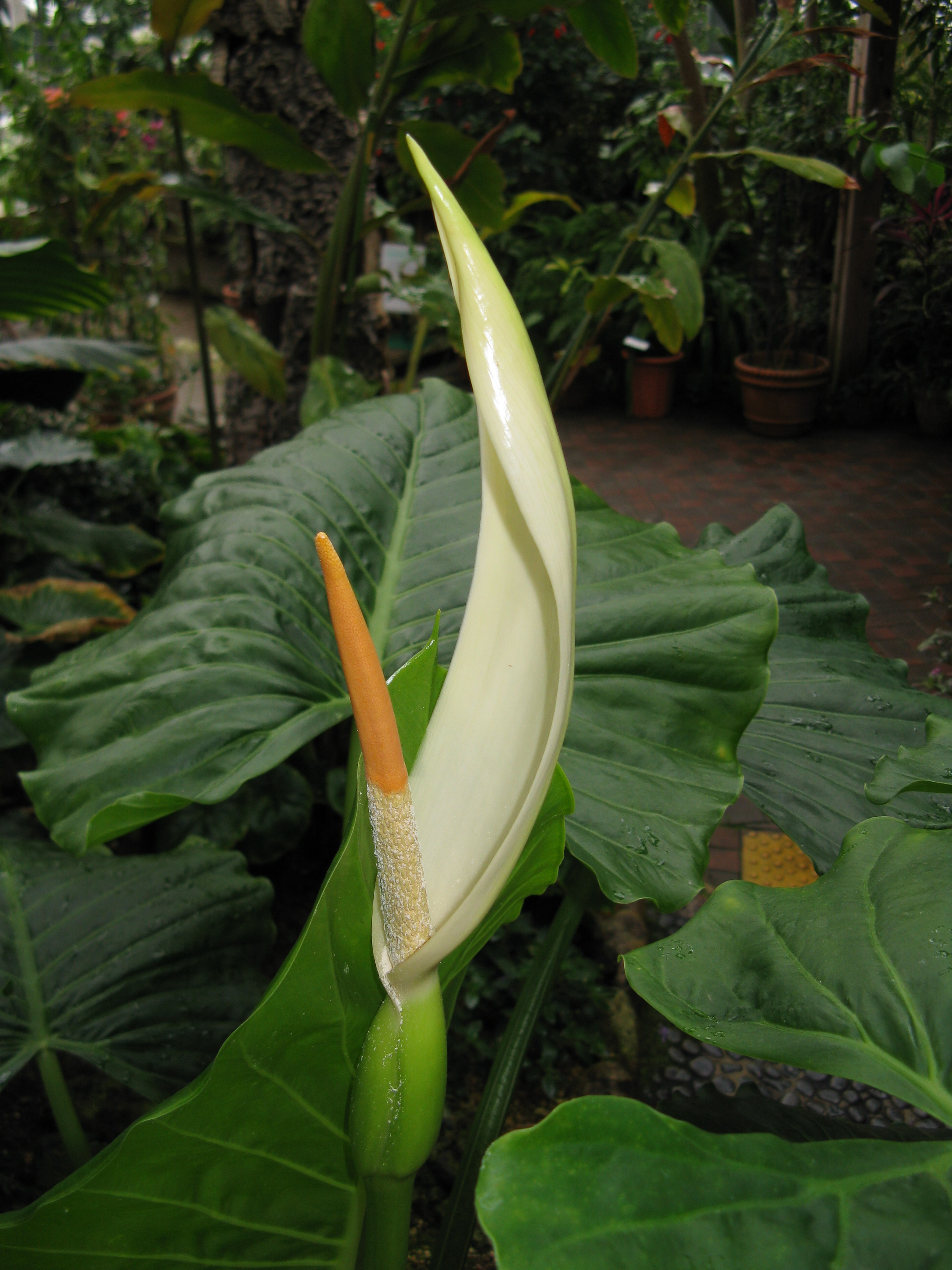
Kwiatostan alokazji olbrzymiej

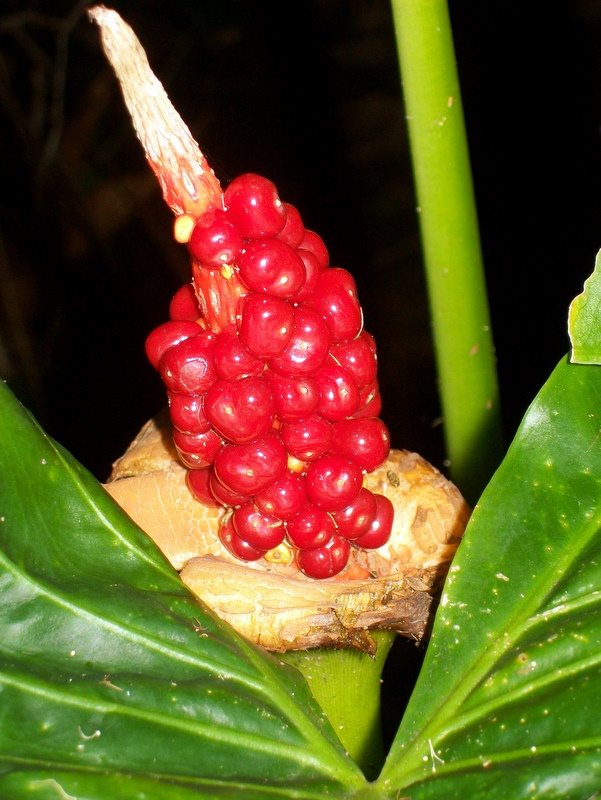
Owocostan Alocasia brisbanensis

Alokazja, zakleśń (Alocasia (Schott) G. Don) – rodzaj roślin z rodziny obrazkowatych, liczący 79 gatunków, pochodzących z obszaru od wschodnich Himalajów, przez tropikalne i subtropikalne regiony Azji, do tropikalnych rejonów zachodniego Pacyfiku i wschodniej Australii. Niektóre gatunki są endemitami.

## Morfologia
PokrójDrobne i średnie (np. A. acuminata o wysokości do 75 cm) do gigantycznych i drzewiastych (np. A. macrorrhizos o wysokości do 4 m, A. robusta – do 10 m), wiecznie zielone (rzadko przechodzące okres spoczynku), rośliny zielne z przezroczystym lub mlecznym sokiem.
ŁodygaGruba, często podziemna i kłączowata, niekiedy zredukowana do bulwy pędowej (np. A. hypoleuca) lub tworząca stolony (np. A. hypnosa). U niektórych gatunków łodyga nadziemna, zwykle wzniesiona, rzadziej wydłużona i płożąca.
LiścieZe szczytu łodygi wyrasta korona kilku liści właściwych (rzadziej pojedynczy liść), niekiedy z katafilem u nasady. Ogonki liściowe gładkie (rzadziej szorstkie lub gruczołowe), o długości od 15 cm (A. acuminata) do 130 cm (A. macrorrhizos), tworzące relatywnie długą pochwę liściową. Blaszki liściowe niektórych gatunków odosiowo pokryte włoskami. Liście młodociane tarczowate, dojrzałe strzałkowate, rzadziej oszczepowate do sercowatych, niekiedy bardzo ostro wcięte, tarczowate jedynie u niektórych gatunków, o wymiarach od 15–60×8–20 cm (A. acuminata) do 120×50 cm (A. macrorrhizos), jasnozielone do zielono-miedzianych doosiowo i purpurowofioletowych odosiowo (np. A. cuprea). Całobrzegie, rzadziej falisto wcięte do pierzastosiecznych. Użyłkowanie pierwszorzędowe dobrze wykształcone, z gruczołami woskowymi, pierzaste, tworzące zbiorczą żyłkę marginalną. Użyłkowanie drugo- i trzeciorzędowe odchodzące od żyłek pierwszorzędowych pod szerokim kątem, następnie ostro wygięte w kierunku marginesu blaszki, niekiedy tworzące dodatkowe żyłki zbiorcze. Nerwacja dalszego rzędu siatkowata.
KwiatyRośliny jednopienne, tworzące wierzchotkowo od dwóch do wielu kwiatostanów typu kolbiastego pseudancjum. Szypułka zwykle krótsza od ogonka liściowego, wzniesiona, niekiedy zginająca się do ziemi w czasie dojrzewania owoców. Pochwa kwiatostanu zwężona, w dolnej, krótszej części rurkowato zwinięta, w kształcie jajowatym lub wydłużonym, w górnej części podłużna, niekiedy łódkokształtna, wzniesiona w czasie kwitnienia, następnie odginająca się i odpadająca, o długości od 7 cm (A. acuminata) do 60 cm (A. hypoleuca), zielona (np. A. acuminata), zielonkawo-żółta (np. A. macrorrhizos) lub różowo-purpurowa (np. A. hypnosa). Kolba kwiatostanu siedząca, rzadziej osadzona na krótkim trzonku, zazwyczaj krótsza od pochwy. Odcinek kolby pokryty kwiatami żeńskimi krótki, konoidalno-cylindryczny, w dolnej części niekiedy przyrośnięty do pochwy, oddzielony od położonego wyżej cylindrycznego fragmentu pokrytego kwiatami męskimi wąskim paskiem prątniczek. Wyrostek kolby konoidalny do cylindrycznego. Kwiaty męskie 3-12-36-krotne, z główkami pręcików zrośniętymi w odwrotnie piramidalne, niemal sześciokątne, ścięte synandrium. Pylniki podłużne do równowąskich, poprzeczne, otwierające się przez szczytowy otworek. Prątniczki płytkie, odwrotnie piramidalne, ścięte. Kwiaty żeńskie z jajowatymi lub podłużnymi, jednokomorowymi (lub szczytowo 3-4-komorowymi) zalążniami, zawierającymi od 6 do 10 ortotropowych, hemiortotropowych, hemianatropowych lub anatropowych zalążków. Łożysko bazalne. Szyjki słupka krótkie. Znamiona słupka spłaszczono-główkowate, 3-4-listkowe.
OwocePochwa owocostanu eliptyczna, pękająca wzdłuż po dojrzeniu. Owocami są niemal kuliste, eliptyczne lub odwrotnie stożkowate, czerwone do zielonkawo-czarnych jagody o średnicy około 1 cm, zawierające od 1 do 5 nasion. Nasiona niemal kuliste do eliptycznych, o grubej, gładkiej lub chropowatej łupinie. Zarodek szeroko-konoidowy, krótki i walcowaty lub wydłużony. Bielmo obfite.
Gatunki podobnePrzedstawiciele rodzaju kolokazja. Różnice obejmują:
- liczbę i położenie zalążków (u alokazji kilka zalążków położonych bazalnie, u kolokazji wiele położonych parietalnie),
- aromat jagód (u alokazji bezzapachowe, u kolokazji pachnące),
- zwierzęcosiewność (u alokazji przez ptaki, u kolokazji przez ssaki),
- budowę wierzchotki kwiatostanów złożonych.

## Biologia i ekologia
RozwójWieloletnie chamefity, rzadziej hemikryptofity, nanofanerofity lub geofity ryzomowe.
SiedliskoPierwotne i wtórne lasy deszczowe oraz otwarte bagna, na terenach nizinnych, rzadziej nisko- i średniogórskich. Większość gatunków zasiedla miejsca zawsze wilgotne, jedynie niektóre tolerują siedliska o okresowych suszach. W większości przypadków są to rośliny naziemne, rzadziej litofityczne lub reofityczne. Dwa gatunki (A. macrorrhizos i A. cucullata) spotykane są jedynie w pobliżu siedzib ludzkich, dlatego uważa się je za apofity i starożytne kultygeny.

## Systematyka
Pozycja rodzaju według Angiosperm Phylogeny Website (aktualizowany system APG IV z 2016)Należy do plemienia Colocasieae, podrodziny Aroideae, rodziny obrazkowatych, rzędu żabieńcowców w kladzie jednoliściennych.
Pozycja rodzaju według systemu Reveala z roku 2007 (2010)Gromada okrytonasienne (Magnoliophyta Cronquist, Takht. & Zimmerm. ex Reveal), podgromada Magnoliophytina (Frohne & U. Jensen ex Reveal), klasa Magnoliopsida (Brongn.), podklasa żabieńcowe (Alismatidae Takht.), nadrząd obrazkopodobne (Aranae Thorne ex Reveal), rząd obrazkowce (Arales Juss. ex Bercht. & J. Presl), rodzina obrazkowate (Araceae Juss.).
Pozycja rodzaju według Crescent Bloom (system Reveala z lat 1993–1999)Gromada okrytonasienne (Magnoliophyta Cronquist), podgromada Magnoliophytina (Frohne & U. Jensen ex Reveal), klasa jednoliścienne (Liliopsida Brongn.), podklasa obrazkowe (Aridae Takht.), nadrząd obrazkopodobne (Aranae Thorne ex Reveal), rząd obrazkowce (Arales Dumort.), rodzina obrazkowate (Araceae Juss.), podplemię Alocasiinae Schott.
Gatunki
| - Alocasia acuminata Schott - Alocasia aequiloba N.E.Br. - Alocasia alba Schott - Alocasia arifolia Hallier f. - Alocasia atropurpurea Engl. - Alocasia augustiana L.Linden & Rodigas - Alocasia balgooyi A.Hay - Alocasia beccarii Engl. - Alocasia boa A.Hay - Alocasia boyceana A.Hay - Alocasia brancifolia (Schott) A.Hay - Alocasia brisbanensis (F.M.Bailey) Domin - Alocasia cadieri Chantrier - Alocasia celebica Engl. ex Koord. - Alocasia chaii P.C.Boyce - Alocasia clypeolata A.Hay - Alocasia cucullata (Lour.) G.Don - Alocasia culionensis Engl. - Alocasia cuprea K.Koch - Alocasia decipiens Schott - Alocasia decumbens Buchet - Alocasia devansayana (L.Linden & Rodigas) Engl. - Alocasia fallax Schott - Alocasia flabellifera A.Hay - Alocasia flemingiana Yuzammi & A.Hay - Alocasia fornicata (Roxb.) Schott - Alocasia gageana Engl. & K.Krause - Alocasia grata Prain ex Engl. & Krause - Alocasia hainanensis K.Krause - Alocasia hainanica N.E.Br. - Alocasia heterophylla (C.Presl) Merr. - Alocasia hollrungii Engl. - Alocasia hypnosa J.T.Yin - Alocasia hypoleuca P.C.Boyce - Alocasia infernalis P.C.Boyce - Alocasia inornata Hallier f. - Alocasia kerinciensis A.Hay - Alocasia lancifolia Engl. - Alocasia lauterbachiana (Engl.) A.Hay - Alocasia lecomtei Engl. |  |  |  |  |  |  |  |  |  |  |  |  |  |  |  |  |  |  |  |  |  |  |  |  |  |  | - Alocasia longiloba Miq. - Alocasia macrorrhizos (L.) G.Don – alokazja olbrzymia - Alocasia maquilingensis Merr. - Alocasia megawatiae Yuzammi & A.Hay - Alocasia melo A.Hay - Alocasia micholitziana Sander - Alocasia miniuscula A.Hay - Alocasia monticola A.Hay - Alocasia navicularis (K.Koch & C.D.Bouché) K.Koch & C.D.Bouché - Alocasia nebula A.Hay - Alocasia nicolsonii A.Hay - Alocasia nycteris Medecilo - Alocasia odora (Lindl.) K.Koch – alokazja wonna - Alocasia pangeran A.Hay - Alocasia peltata M.Hotta - Alocasia perakensis Hemsl. - Alocasia portei Schott - Alocasia princeps W.Bull - Alocasia principiculus A.Hay - Alocasia puber (Hassk.) Schott - Alocasia puteri A.Hay - Alocasia pyrospatha A.Hay - Alocasia ramosii A.Hay - Alocasia reginae N.E.Br. - Alocasia reginula A.Hay - Alocasia reversa N.E.Br. - Alocasia ridleyi A.Hay - Alocasia robusta M.Hotta - Alocasia sanderiana W.Bull – alokazja Sandera - Alocasia sarawakensis M.Hotta - Alocasia scabriuscula N.E.Br. - Alocasia scalprum A.Hay - Alocasia simonsiana A.Hay - Alocasia sinuata N.E.Br. - Alocasia suhirmaniana Yuzammi & A.Hay - Alocasia venusta A.Hay - Alocasia wentii Engl. & K.Krause - Alocasia wongii A.Hay - Alocasia zebrina Schott ex Van Houtte |

Niektóre kultywary
- Alocasia 'Amazonica' – alokazja amazońska

## Nazewnictwo
Toponimia nazwy naukowejNazwa naukowa została utworzona przez dodanie pochodzącego z języka greckiego przedrostka a- (bez-) do nazwy rodzaju Colocasia.
Nazwy zwyczajoweW języku polskim alokazja rzadko określana jest nazwą zwyczajową zakleśń. W języku angielskim rodzaj ten określany jest jako elephant ear (ucho słonia), a w niemieckim jako Pfeilblätter ("strzałoliście").

## Zagrożenie i ochrona
Trzy gatunki z rodzaju alokazja zostały ujęte w Czerwonej księdze gatunków zagrożonych.
Alocasia atropurpurea
Kategoria: CR (krytycznie zagrożony) B1ab(ii,iii,v) wersja 3.1

Rok oceny: 2008

Dynamika populacji: malejąca

Główne zagrożenie: Ograniczenie siedlisk w wyniku budowy autostrady krajowej i umożliwienia ludziom dostępu do nich. Gatunek znany jest jedynie z lokalizacji na górze Polis między Ifugao i Bontoc na wyspie Luzon.
alokazja Sandera
Kategoria: CR (krytycznie zagrożony) B1ab(ii,iii,v) wersja 3.1

Rok oceny: 2008

Dynamika populacji: malejąca

Główne zagrożenie: Ograniczenie siedlisk w wyniku ekspansji rolnictwa na górze Malindang Range i wzrost aktywności turystycznej w Bukidnon. Gatunek znany z dwóch lokalizacji, Bukidnon i Misamis Occidental, na wyspie Mindanao.
Alocasia sinuata 
Kategoria: CR (krytycznie zagrożony) B1ab(ii,iii,v) wersja 3.1

Rok oceny: 2008

Dynamika populacji: malejąca

Główne zagrożenie: Ograniczenie siedlisk w wyniku ekspansji hoteli. Gatunek znany jest jedynie z położonych niedaleko plaż lasów wapiennych na wyspie Samar.

## Zastosowanie
Rośliny jadalneLiście i łodygi alokazji olbrzymiej używane są po ugotowaniu jako jarzyna.
Rośliny ozdobneZ uwagi na bardzo atrakcyjne ulistnienie alokazje stosowane są jako rośliny ogrodowe (w krajach o klimacie tropikalnym) i pokojowe. Są one również szeroko rozpowszechnione w ogrodach botanicznych. Alokazje należą do bardzo trudnych w uprawie, warunkiem sukcesu jest zapewnienie im warunków jak najbardziej zbliżonych do naturalnych siedlisk.

## Uprawa
WymaganiaPodłoże powinno być żyzne, lekko kwaśne, przepuszczalne. Najlepsza będzie próchnicza ziemia zmieszana z gruboziarnistym piaskiem i obornikiem. Konieczny jest drenaż na dnie doniczki. Wymagają dużej wilgotności powietrza. Doniczkę należy ustawić na podłożu z kamieni stale spryskiwanych wodą lub stale wilgotnym torfem. Ziemia w doniczce nie może przeschnąć, ale nie wolno też jej zalać wodą. Światło powinno być silne, ale rozproszone. Roślinę najlepiej ustawić przy dużym oknie balkonowym, na parapecie źle rośnie. Temperatura powietrza nie może być niższa niż 16 °C, najlepiej zaś rośnie w temperaturze 23–28 °C, zimą lepiej czuje się w temperaturze niższej: 18–20 °C. W wyniku przechłodzenia po ok. 2–3 tygodniach pojawiają się na liściach plamy i liście obumierają.
Zabiegi uprawoweRoślinę należy systematycznie spryskiwać wodą. W lecie dobrze jest wynieść roślinę na balkon, gdzie będzie miała więcej światła, ale należy ją ustawić w miejscu zasłoniętych od bezpośredniego słońca i osłoniętym od wiatrów. Dobrze czuje się nad oczkiem wodnym. Nawozi się od wiosny do jesieni, najlepiej roztworem gnojowicy. Przesadza cię corocznie na wiosnę. Doniczka powinna być duża.
RozmnażaniePo kilku latach roślina staje się nieładna, gdyż traci dolne liście. W związku z tym należy ją odnawiać. Najłatwiej zrobić to odcinając ostrym nożem odrosty korzeniowe powstające w nasadach zgrubiałych pędów. Ranę po cięciu zasypuje się sproszkowanym węglem drzewnym, sadzonkę zaś ukorzenia pod folią w temperaturze 25–28 °C.